# Afrotridactylus usambaricus
Afrotridactylus usambaricus är en insektsart som först beskrevs av Sjöstedt 1909.  Afrotridactylus usambaricus ingår i släktet Afrotridactylus och familjen Tridactylidae.

## Underarter
Arten delas in i följande underarter:
- A. u. alter
- A. u. usambaricus